# Limnonectes gyldenstolpei
Limnonectes gyldenstolpei es una especie de anfibio anuro del género Limnonectes de la familia Dicroglossidae.

## Distribución geográfica
Es originaria de Camboya, Laos, Tailandia y Birmania.